# Wojciechów (Neder-Silezië)
Wojciechów,  (Duits: Ullersdorf) is een plaats in het Poolse woiwodschap Neder-Silezië. 

## Bestuurlijke indeling
Vanaf 1975 tot aan de grote bestuurlijke herindeling van Polen in 1998 viel het dorp bestuurlijk onder woiwodschap Jelenia Góra, vanaf 1998 valt het onder woiwodschap Neder-Silezië, in het district Lwówecki. Het maakt deel uit van de gemeente Lubomierz.

## Monumenten
- Protestantse kerk, nu rooms-katholieke parochie St. Bartholomeus, uit de jaren 1786-1789 is opgenomen in het register van Narodowy Instytut Dziedzictwa.